# Río Putaendo
El río Putaendo es un curso de agua natural que fluye en la Región de Valparaíso, Chile. Es un río de mediana importancia, que es parte de la cuenca del río Aconcagua, río en el cual desemboca directamente.

## Trayecto
El río Putaendo nace en la localidad de Los Patos, en la comuna de Putaendo, provincia de San Felipe de Aconcagua, al unirse el río Rocín (proveniente del oriente) y el río Chalaco (proveniente del norte) a 1.188 metros de altitud. Posteriormente, el río desarrolla un curso hacia el sursuroeste a lo largo de un valle ancho y pedregoso hasta desembocar en el Aconcagua, cuatro kilómetros al noroeste de la ciudad de San Felipe.
El río recibe las aguas de diversos esteros y quebradas provenientes de las serranías de la Cordillera de los Andes, formando una hoya hidrográfica de 1.192 km² de superficie a lo largo de su trayecto de 82 km.

## Caudal y régimen
El río Putaendo, que pertenece a la cuenca media del río Aconcagua, tiene un régimen nivo–pluvial, por el aumento del caudal en los meses de lluvias.: 60–61 

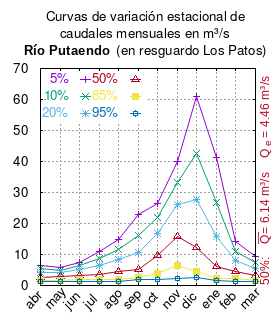
Curvas de variación estacional del río Putaendo en resguardo Los Patos.

El caudal del río (en un lugar fijo) varía en el tiempo, por lo que existen varias formas de representarlo. Una de ellas son las curvas de variación estacional que, tras largos periodos de mediciones, predicen estadísticamente el caudal mínimo que lleva el río con una probabilidad dada, llamada probabilidad de excedencia. La curva de color rojo ocre (con {\displaystyle {\color {Red}\vartriangle }}) muestra los caudales mensuales con probabilidad de excedencia de un 50%. Esto quiere decir que ese mes se han medido igual cantidad de caudales mayores que caudales menores a esa cantidad. Eso es la mediana (estadística), que se denota Qe, de la serie de caudales de ese mes. La media (estadística) es el promedio matemático de los caudales de ese mes y se denota {\displaystyle {\overline {Q}}}. 
Una vez calculados para cada mes, ambos valores son calculados para todo el año y pueden ser leídos en la columna vertical al lado derecho del diagrama. El significado de la probabilidad de excedencia del 5% es que, estadísticamente, el caudal es mayor solo una vez cada 20 años, el de 10% una vez cada 10 años, el de 20% una vez cada 5 años, el de 85% quince veces cada 16 años y la de 95% diecisiete veces cada 18 años. Dicho de otra forma, el 5% es el caudal de años extremadamente lluviosos, el 95% es el caudal de años extremadamente secos. De la estación de las crecidas puede deducirse si el caudal depende de las lluvias (mayo-julio) o del derretimiento de las nieves (septiembre-enero).

## Historia
Francisco Solano Asta-Buruaga y Cienfuegos escribió en su obra póstuma (1899) Diccionario Geográfico de la República de Chile sobre el río:
Putaendo (Río de).-—Es de moderado caudal y baña el principal valle del departamento á que da su nombre. Nace en la sierra primaria de los Andes por las inmediaciones del portillo de los Patos; pero sólo toma cuerpo en el punto llamado los Tambillos, que se halla por los 32° 28' Lat. y 70º 20' Lon. á 2,637 metros sobre el Pacífico donde se juntan en medio de aquella cordillera dos primitivas corrientes de agua que bajan del NE. una y la otra del SE. Desde esta reunión corre el río más ó menos al SO. con un desnivel de 4 á 3 por 100 pasando por la ciudad de su título poco antes de la cual principia á perder su velocidad, y va á confluir en el Aconcagua á seis kilómetros al O. de la ciudad de San Felipe en el paraje nombrado punta del Olivo después de un curso de unos 100 kilómetros y de 80 desde Tambillos, abriendo en la mitad inferior de esta última distancia un valle medianamente ancho, feráz y cultivado. Poco más arriba de la ciudad de Putaendo se bifurca, y continúa hasta su confluencia dividido así en dos brazos paralelos y cercanos, formando una isla prolongada de unos doce kilómetros que se compone casi en un todo de terreno de aluvión. Su nombre parece corrupción del araucano puthaentu, lo que valdría paraje de barriga ó de rinconada.